# Inochentie Levizor
Ieromonahul Inochentie de la Balta (n. Ioan Levizor, n. 24 februarie 1875, Cosăuți, raionul Soroca, Republica Moldova – d. 30 decembrie 1917, Lipețchi, Q12094228⁠(d), gubernia Herson, Republica Populară Ucraineană) a fost un călugăr ortodox român din Basarabia, fondatorul mișcării religioase cunoscute sub numele de Inochentism. A fost o figură carismatică și controversată la începutul secolului al XX-lea, atrăgând mii de adepți din Imperiul Rus, în special din Basarabia și Podolia.

## Biografie

### Tinerețea și formarea monahală
S-a născut într-o familie de țărani din satul Cosăuți, județul Soroca, pe atunci parte a guberniei Basarabia din Imperiul Rus. A urmat școala primară în limba rusă. În 1894 a intrat ca frate la Mănăstirea Dobrușa din ținutul Orheiului.
Ulterior a vizitat Lavra Pecerska din Kiev și a fost primit la Mănăstirea Sfântul Arhanghel Mihail, unde a slujit ca cântăreț. A mai petrecut perioade la Mănăstirea Sfântul Andrei din Iaroslavl și la Lavra Poceaev din Volînia.

### Activitatea de la Balta
În jurul anului 1908 s-a stabilit la Mănăstirea din Balta (în prezent în regiunea Odesa, Ucraina), unde a fost tuns în monahism sub numele de Inochentie și hirotonit ieromonah. A fost influențat de învățăturile preotului Feodosie Levițchi, promotor al ideii sfârșitului lumii și considerat făcător de minuni. Inochentie a mutat osemintele acestuia în biserica mănăstirii, transformând locul într-un centru de pelerinaj.
Predicile sale, rostite în limba română, atrăgeau mii de credincioși din gubernia Herson, Podolia, Basarabia și chiar din alte părți ale imperiului. Practicile religioase includeau manifestări extatice precum tremurături, gemete și izbucniri emoționale, considerate semne ale prezenței Duhului Sfânt.
Între 1909 și 1913 ieromonahul Inochentie Levizor a condus în Transnistria la Balta o „mișcare” pentru reintroducerea limbii române în biserică. Zeci de mii de moldoveni veneau în pelerinaj la Balta unde li se vorbea și li se împărțeau gazete în limba lor.

### Exilul și moartea
În 1912, autoritățile ecleziastice au considerat că mișcarea condusă de Inochentie reprezenta o amenințare. 
Apărat de țărani (60 vor cădea uciși), Inochentie este ridicat de cazaci și închis. Autoritățile vor permite însă folosirea limbii române în biserici. Ulterior, acesta a fost exilat la Mănăstirea Murom din Carelia. Deoarece a fost urmat de mulți adepți, a fost transferat în 1915 la un schit izolat de pe insula Anzer din Marea Albă.
După Revoluția din februarie 1917, Inochentie a fost eliberat și s-a stabilit în satul Lipețk. Acolo, adepții săi construiseră o mănăstire subterană, supranumită „Noul Ierusalim”. A murit la 30 decembrie 1917.

## Moștenire

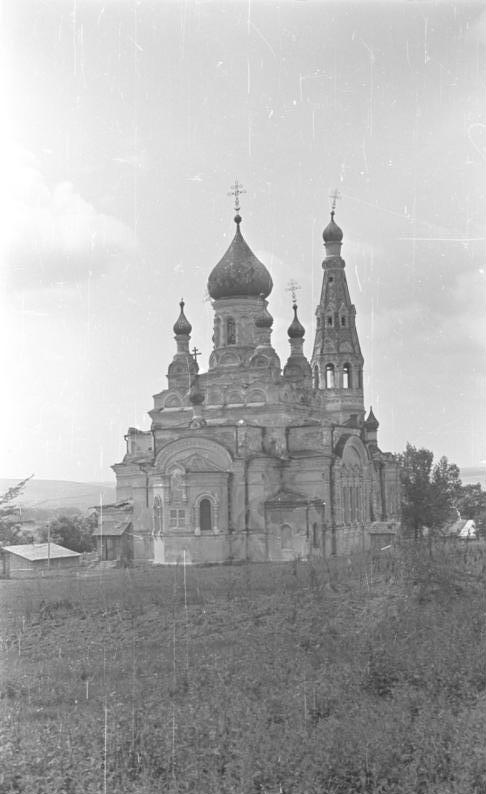
Mănăstirea din Balta, centrul Inochentismului

După moartea sa, mișcarea inochentistă a continuat, iar unii adepți l-au considerat pe Inochentie drept o ipostază pământească a Duhului Sfânt. Au apărut icoane, colinde și alte forme de venerație dedicate lui.
Mișcarea a fost declarată eretică de Biserica Ortodoxă Rusă și a fost supusă represiunii atât în perioada interbelică, cât și sub regimul sovietic.